# Ezechiele Ramin
Ezechiele "Ezequiel" Ramin (Pádua, 9 de fevereiro de 1953 — Cacoal, 24 de julho de 1985), foi um missionário católico comboniano italiano, assassinado em Rondônia em 1985.

## Vida
Quando jovem, inspirou-se no testemunho profético de pessoas que viviam a serviço dos mais pobres, como:
- Raoul Follereau, que dedicou a vida aos leprosos;
- Abbé Pierre, fundador da Comunidade Emaús;
- Paulo Freire, que criou um método inovador para a alfabetização de adultos; e
- Dom Hélder Câmara, bispo do nordeste brasileiro, comprometido com os pobres e com os direitos humanos.

Em 1972, após a conclusão do ensino médio, ingressou no postulantado dos missionários combonianos em Florença (Itália). Depois foi para um noviciado dos combonianos em Venegono.
Depois foi enviado para a Inglaterra para estudar inglês e, a seguir, para Chicago (Estados Unidos), onde permaneceria até 1979.
Em 1980, foi ordenado em Pádua, e permaneceria na Itália até ser enviado para o Brasil, em 1983.
Depois de alguns meses em Brasília, onde estudou português e a realidade da sociedade e da Igreja brasileira, foi enviado para a comunidade de combonianos em Cacoal.
Na região, encontrou uma acentuada situação de desigualdade social decorrente da ausência de reforma agrária e uso da violência pelos grandes latifundiários, que grilavam terras para ampliar suas propriedades. Desse modo, colocou-se ao lado dos indígenas e pequenos trabalhadores rurais na luta pelo direito à terra, ao trabalho e à vida digna.
No dia 24 de julho de 1985, foi brutalmente assassinado quando voltava de uma missão de paz, juntamente com o presidente do Sindicato dos Trabalhadores Rurais de Cacoal (Rondônia), ele foi falar a colonos ameaçados de despejo para que não partissem para o conflito. Enquanto voltava para casa, o carro em que viajava foi alvejado por tiros. Nem os mandantes ou os assassinos foram presos.

## Documentário
Em 2015, a Verbo Filmes, produtora ligada à Congregação do Verbo Divino, lançou o documentário “Ezequiel Ramim – O Mártir da Opção pelos Pobres”, produzido em parceria com os Missionários Combonianos.   

## Ver mais
- Lista de santos, beatos, veneráveis, servos de Deus brasileiros